# Xaraf ibn Rajih al-Fawwaz
Xaraf ibn Rajih al-Fawwaz (1880 - 1955) fou regent de l'Iraq. Era un parent llunyà del rei Faisal I. Era fill del xerif Rajih bin Fawwaz descendent del gran xerif de la Meca Abd Allah I ibn Hasan (1630-1631). Era un home de més de 60 anys considerat molt religiós.
Es va educar a Constantinoble i fou governador de Taif de 1916 a 1925; del 1940 al 1941 fou senador a Transjordània, posició que va deixar per assolir la regència de l'Iraq.
Va ser nomenat pels militars colpistes que van prendre el poder l'1 d'abril de 1941, substituint a Abd al-Ilah que unes hores abans havia fugit a Amman, jurant el càrrec el dia 10. El 12 d'abril, els caps de la comunitat jueva van rebre una inesperada invitació del regent d'anar a Bàssora i com era costum es van presentar amb flors al palau del regent, però aquesta vegada els van fer baixar dels vehicles i els van portar enfront d'on havien arribat les forces britàniques desembarcades a la ciutat. L'endemà els diaris publicaven la foto amb el titular "Els jueus de Bàssora reben amb flors a les tropes britàniques". Això va provocar manifestacions de joves àrabs que van protestar contra els jueus i només al darrer moment es va evitar el linxament d'aquestos; després es va saber que regent no era a Bàssora i que havia estat un ardit per provocar la intervenció britànica per salvar als jueus i encendre els ànims dels àrabs.
L'1 de juny de 1941 el general de brigada Kingstone deposava Xaraf que havia fugit poc abans, i Abd al-Ilah reassolia el càrrec. El 2 de juny en el buit de poder molts jueus van ser víctimes de la còlera dels àrabs. Xaraf fou capturat pels britànics i enviat a l'exili a Rhodèsia del Sud fins al 1944. Llavors va tornar a Transjordània on fou altre cop senador fins al 1955 (des de 1946 el país es va anomenar Jordània)
Es va casar dues vegades, la primera amb la filla del xerif de Taif i la segona amb xerifa Azma, germana de la seva primera dona. Va morir a Amman el 1955 deixant tres fill i dues filles.